# 佐竹義康
佐竹 義康（さたけ よしやす、1977年4月12日 - ）は、元エイベックス（Avex Group）のエイベックス・エンタテインメント株式会社（Avex Entertainment Inc.）」所属のA&Rディレクター。現在は、ワタナベエンターテインメントの音楽プロデューサー。
ニックネームは主に「STK」（姓のローマ字表記であるSaTaKeの略で、同担当のスタッフがオフィシャルツイッターなどで使用）、「S竹」（担当グループのメンバーがS竹さんと呼んでいる）、「S」（自身のブログのニックネームで使用）がある。

## 人物・略歴
家系は佐竹氏の分家の流れにあたる。
2000年にavexに入社し契約部に配属。その後、avex内の各部署やグループ会社に異動しプロモーターなどを経て、2005年から日本で活動を開始した東方神起のプロジェクトリーダー/A&Rディレクター及びマネージャーを担当。東方神起の5人は来日した2004年11月から2年半後の2007年5月10日から始まった2ndツアー「 東方神起 / TOHOSHINKI 2nd LIVE TOUR 2007 〜Five in the Black〜 」のファイナル追加公演で2007年6月19日・20日に日本武道館で単独コンサートを開催。また自身は、韓国のSMエンタテインメント所属のBoA、天上智喜、J-Min、SUPER JUNIORの日本での活動をavex内のS.M.エンタテインメント・マネジメント部でサポート。
2010年からは東方神起の担当を離れ、2010年1月1日に始動し、当時のスタッフと共にプランニングをして立ち上げをした東京女子流のプロジェクトリーダー/A&Rチーフディレクターを担当。また、東京女子流のプロジェクト立ち上げ時や活動初期ではマネージャーを兼任して担当していた。2010年2月7日にShibuya O-nestから始まった定期ライブのリハーサルやレッスンなどをする為に2009年12月から東京に一時上京をしていた東京女子流は、2010年1月1日の活動開始から3年後の2012年12月22日に単独コンサート「 東京女子流 / TOKYO GIRLS' STYLE 『LIVE AT BUDOKAN 2012』 」を日本武道館で公演している。

## 現在の担当アーティスト
- GLOWE（DBSing）
- SEVENIC
- WE3M
- ao

## 主な担当アーティスト
- 東方神起（A&R/マネジメント）
- ZAN（A&R）
- J-Min（マネジメント）
- BoA（マネジメント）
- 天上智喜（マネジメント）
- SUPER JUNIOR（マネジメント）
- オスマガ（A&R）
- 東京女子流（A&R/マネジメント）
- DiVA（A&R）
- Beverly（A&R/マネジメント）
- BLACKPINK（A&R）
- 宇野実彩子（A&R）
- SOLIDEMO（A&R）
- @onefive（A&R）

## 出演

### 番組
- 下北ＦＭ「DJ Tomoaki's Radio Show!」
（生配信番組 / 2011年10月27日（木）放送の回と2012年11月15日（木）放送の回にゲスト出演） 会場：下北沢 SHOT BAR VERTEX

### イベント
- 掟ポルシェのアイドル依存症 VOL.3（トークイベントにゲスト出演。開催日時：2012年11月8日（木）） 会場：新宿ロフトプラスワン

## インタビュー・コメント掲載メディア

### 東方神起について
- 日経エンタテインメント! 2008年10月号（コメント） / 日経BP社

### 東京女子流について
- 東京女子流ファーストアルバム「鼓動の秘密」 特典：プチ会報*006（東京女子流 1stアルバム「鼓動の秘密」プチ会報に寄せて/コメント）
- 東京女子流セカンドアルバム「Limited addiction」 特典：プチ会報*011（東京女子流 2ndアルバム「Limited addiction」プチ会報に寄せて/コメント）
- 東京女子流サードアルバム「約束」 特典：プチ会報*014（東京女子流 3rdアルバム「約束」プチ会報に寄せて/コメント）
- 日経エンタテインメント！2010年7月号（コメント）
- B.L.T. 2012年1月号（コメント） 2011年11月24日発売 / 東京ニュース通信社
- Top Yell 2012年4月号（インタビュー） 2012年3月6日発売 / 竹書房
- あえるアイドル大百科 （インタビュー）  2012年8月28日発売 / 宝島社
- IDOLDANCE!!!（インタビュー）  著者：竹中夏海 / 2012年12月7日発売 / ポット出版
- Top Yell 2013年2月号（コメント） 2013年1月7日発売 / 竹書房

## 参加CD音源
- 孤独の果て〜月が泣いている〜 （コーラス） / 東京女子流 1stアルバム「鼓動の秘密」収録楽曲　発売日：2011年5月4日（avex trax）
- Rock you! （Team TGSとしてコーラスで参加） 東京女子流 9thシングル「Rock you!/おんなじキモチ -YMCK REMIX-」収録楽曲で、2ndアルバムにも収録されている。　発売日：2012年3月7日（avex trax）
- Sparkle （コーラス） / 東京女子流 2ndアルバム「Limited addiction」収録楽曲　発売日：2012年3月14日（avex trax）